# Berceuse (Chopin)

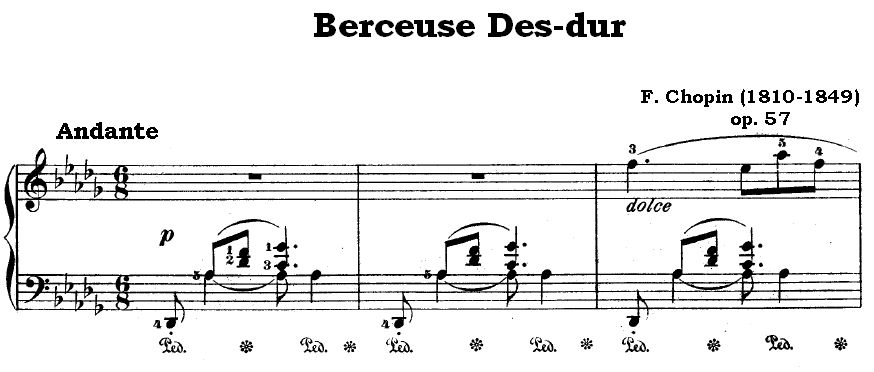
Początek Berceuse

Berceuse Des-dur op. 57 – miniatura na fortepian skomponowana przez Fryderyka Chopina  w latach 1843–1844. Wydana w 1845 przez Jeana-Racine’a Meissonniera . Utwór w formie tematu z wariacjami posiada charakter kołysanki   i nokturnu.

## Historia

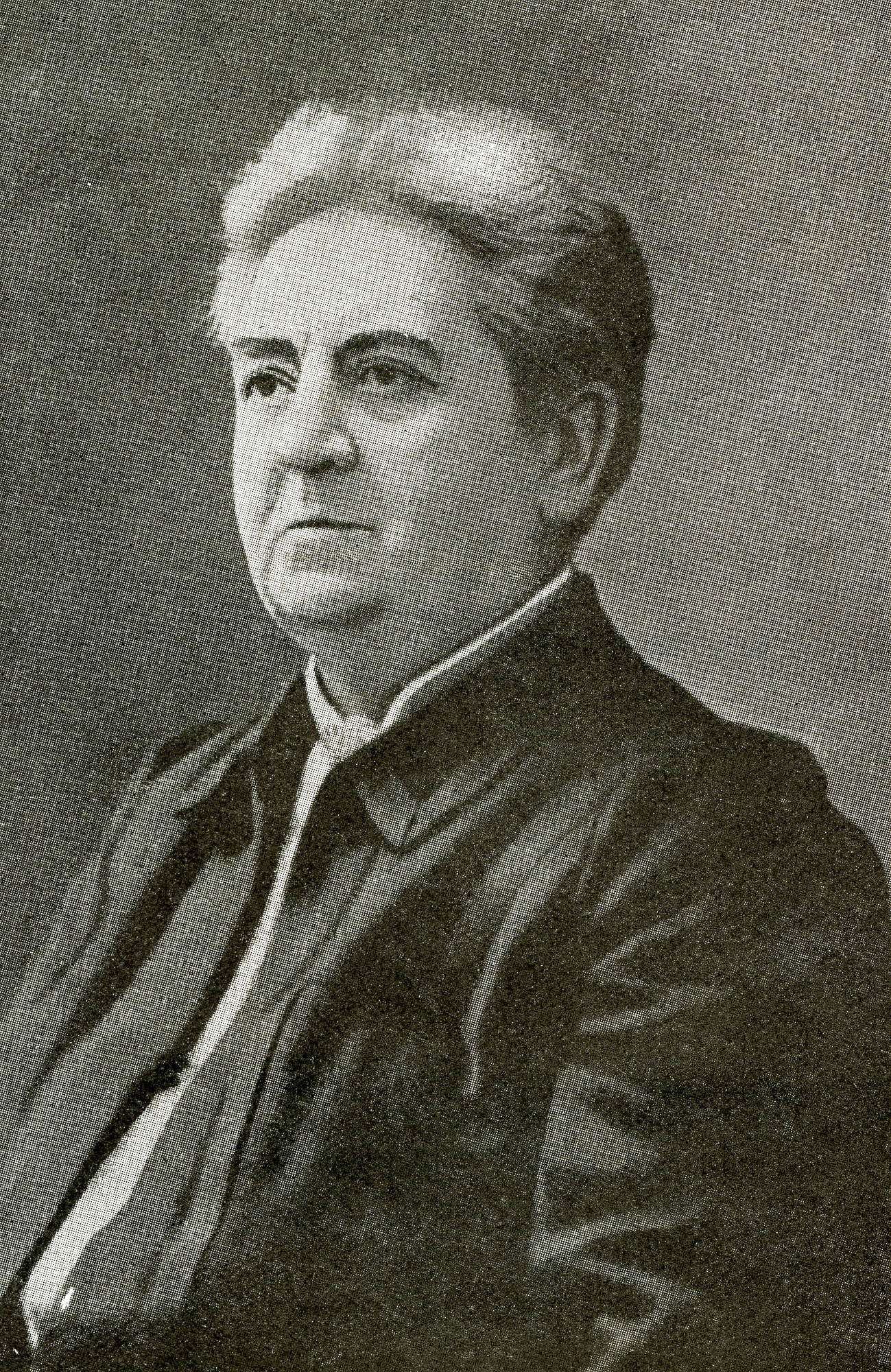
Louise Héritte-Viardot, która jako dziecko miała być dla Chopina inspiracją do napisania Berceuse

Utwór o pierwotnym tytule Warianty powstał w okresie pobytu kompozytora w posiadłości George Sand w Nohant, gdzie kompozytor udał się w drugiej połowie maja 1843 wraz z Sand. Towarzyszyła im Louise Viardot, córka Pauline Viardot, przebywającej w tym samym czasie w Wiedniu, a która odwiedziła Nohant w dniach 1-18 września wraz z mężem Louisem Viardot, ojcem Louise. Kontakt Chopina z Louise uznawany jest za prawdopodobną inspirację do napisania Berceuse  .
Chopin zagrał utwór 2 lutego 1844 podczas recitalu z okazji imienin Bohdana Zaleskiego. Berceuse zostało ostatecznie ukończone w czasie kolejnego pobytu w Nohant, który trwał od końca maja do końca listopada. 21 grudnia autor przekazał utwór, wraz z Sonatą h-moll op. 58, wydawcy Maurice’mu Schlesingerowi, ten postanowił jednak zakończyć działalność wydawniczą. Oba dzieła zostały opublikowane 23 czerwca następnego roku w oficynie Meissonniera. Berceuse zostało dedykowane Elise Gavard , uczennicy Chopina. W Warszawie wykonywał je Józef Nowakowski.
Chopin zagrał Berceuse 16 lutego 1848 w Salle Pleyel podczas swojego ostatniego koncertu w Paryżu. Utwór znalazł się w programie koncertu Chopina, który odbył się 23 czerwca 1848 dla 150 osób w londyńskim domu śpiewaczki Adelaide Kemble. Kompozytor wykonał go również 28 sierpnia 1848 w Manchesterze dla 1200 osób oraz 4 października w Hopetown Rooms w Edynburgu.
W praktyce koncertowej utwór stał się popularny w okresie międzywojennym.
Autograf zawierający większą część utworów (bez dwóch pierwszych taktów) podarowany został Pauline Viardot. Rękopis przeszedł potem w posiadanie Alfreda Cortota, a następnie niejakiego M. Maupoisa. Pod koniec 1988 Towarzystwo im. Fryderyka Chopina zakupiło rękopis na aukcji w marburskim domu aukcyjnym J.A. Stargardt. W 2005 zdeponowany został w Narodowym Instytucie Fryderyka Chopina i przechowywany jest w Muzeum Fryderyka Chopina w Warszawie. Rękopis incipitu (dwóch pierwszych taktów) znajduje się w Bibliotece Narodowej Francji.

## Budowa
Berceuse Des-dur to rozpisana w 70 taktach minimalistyczna miniatura instrumentalna w formie wariacji, przypominająca passacaglię. Utwór utrzymany jest w tempie Andante oraz dynamice piano i pianissimo . Akompaniament w postaci ostinato  oparty jest na motywie zbudowanym z akordów Des-dur (tonika) i As-dur (dominanta septymowa). Po 4-taktowym temacie następuje cykl szesnastu 4-taktowych wariacji   opartych na ozdobnikach. Utwór kończy powrót tematu. Wykorzystanie ornamentyki przypominającej styl brillant, podobnie jak w przypadku Chopinowskich nokturnów, ma na celu osiągnięcie wartości kolorystycznnych. Czas trwania utworu wynosi ok. 4 minuty.

## Nagrania
Berceuse op. 57 co najmniej dwukrotnie nagrali Ignacy Jan Paderewski (1912, 1920), Leopold Godowski (nagrania z 1913, 1915 i 1926, wydane w 1967), Józef Hofmann (1923, 1937), Wilhelm Backhaus (1926, 1928) i Artur Rubinstein (1934, 1945).